# Kleiss
Die Kleiss (alternative Schreibweise Kleiß) war ein deutsches Hilfsminensuchboot der Kaiserlichen Marine, das 1918 zusammen mit sechs anderen Minensuchern und Vorpostenbooten in einem Minenfeld sank. Benannt war es nach dem gleichnamigen Fisch.

## Geschichte
Die Kleiss gehörte zu einer Serie von Hilfsminensuchern bzw. Vorpostenbooten, die während des Ersten Weltkriegs als Fischdampfer von der Kaiserlichen Marine in Auftrag gegeben wurde. Sie wurde am 14. August 1916 in Dienst gestellt und der Hilfsminensuchflottille der Nordsee, 1. Hilfsminensuchhalbflottille, zugeteilt.
Am 2. Februar 1918 sank sie im Rahmen eines Geleitunternehmens der U-Boote U 65 und U 104 durch einen Seeminentreffer auf Position 55° 21 N, 07° 13 O nordwestlich von Sylt, wobei ein Besatzungsmitglied ums Leben kam.  Im Rahmen des Einsatzes sanken vom 2. bis zum 4. Februar aufgrund schlechter Witterungsbedingungen, insbesondere durch Nebel, weiterhin die Vorpostenboote  Weddigen, Rheinfels, Anneliese und Brockeswalde sowie die Hilfsminensucher Seestern und Flensburg. Insgesamt fielen bei dem Unternehmen 140 Mann. Der Historiker Gerhard P. Groß sah folgende Ursachen für den unglücklichen Verlauf des Unternehmens:

„Starke und unsichere Stromversetzung bei unsichtigem Wetter, Schwierigkeiten der Navigation langsam fahrender Geleitboote sowie der Drang, die U-Boote auch bei unsichtigem Wetter ihrem Kampfgebiet zuzuführen, war die treibende Kraft gewesen, gewisse, im Frieden geforderte navigatorische Sicherheiten beiseite zu stellen und den Weg an den Feind unter vollem eigenen Einsatz zu bahnen. Die schlechten Erfahrungen mit der eigenen Sperre bei Hornsriff rückten das wichtige Problem, die feindliche Minenverblockung durch Schutzsperren in großzügiger Form zu verhindern, in den Hintergrund.“

Nach Gröner wurde das Wrack der Kleiss nicht gehoben.